# Adore You
Adore You is een single van de Britse singer-songwriter Harry Styles, afkomstig van zijn tweede album Fine Line. De single werd op 6 december 2019 uitgebracht gelijktijdig met de bijbehorende muziekvideo. Het nummer is geschreven door Styles, Amy Allen, Kid Harpoon en Tyler Johnson, Harpoon als producent en Johnson als co-producent. Het is een liefdeslied, waarin Styles zingt over de eerste fase van een relatie.
Adore You kreeg over het algemeen lovende recensies van muziekrecensenten, die de productie en de vocalen van Styles prezen. Het nummer werd vergeleken met muziek van The 1975, Mark Ronson en Justin Timberlake. Commercieel was Adore You een succes. Het nummer piekte op nummer zes in de Amerikaanse Billboard Hot 100 en op nummer zeven van de UK Singles Chart, naast het bereiken van de top tien in Australië, Canada, Ierland, Nieuw-Zeeland, Schotland en Wallonië in België. In Wallonië behaalde het nummer plek acht van de Ultratip 100, in Vlaanderen plek 12. In Nederland kwam het nummer op plek 11 van de Top 40 en 24 van de Single Top 100.
De videoclip voor Adore You werd geregisseerd door Dave Meyers en ging gelijktijdig in première met het nummer op YouTube. Gefilmd in Schotland, toont video Styles als een verschoppeling op het fictieve eiland Eroda, waar hij bevriend raakt met een met goud gevlekte vis en voor hem zorgt. De video werd gepromoot met guerrillamarketing in de vorm van een toeristische website en Twitter-account voor het eiland Eroda. Om het nummer te promoten vertoonde Styles het nummer een aantal keer live, waaronder bij The Graham Norton Show en The Late Late Show met James Corden.

## Hitnoteringen

### Nederlandse Top 40
| Hitnotering: 14-12-2019 t/m 23-05-2020 | Hitnotering: 14-12-2019 t/m 23-05-2020 | Hitnotering: 14-12-2019 t/m 23-05-2020 | Hitnotering: 14-12-2019 t/m 23-05-2020 | Hitnotering: 14-12-2019 t/m 23-05-2020 | Hitnotering: 14-12-2019 t/m 23-05-2020 | Hitnotering: 14-12-2019 t/m 23-05-2020 | Hitnotering: 14-12-2019 t/m 23-05-2020 | Hitnotering: 14-12-2019 t/m 23-05-2020 | Hitnotering: 14-12-2019 t/m 23-05-2020 | Hitnotering: 14-12-2019 t/m 23-05-2020 | Hitnotering: 14-12-2019 t/m 23-05-2020 | Hitnotering: 14-12-2019 t/m 23-05-2020 | Hitnotering: 14-12-2019 t/m 23-05-2020 | Hitnotering: 14-12-2019 t/m 23-05-2020 | Hitnotering: 14-12-2019 t/m 23-05-2020 | Hitnotering: 14-12-2019 t/m 23-05-2020 | Hitnotering: 14-12-2019 t/m 23-05-2020 | Hitnotering: 14-12-2019 t/m 23-05-2020 | Hitnotering: 14-12-2019 t/m 23-05-2020 | Hitnotering: 14-12-2019 t/m 23-05-2020 | Hitnotering: 14-12-2019 t/m 23-05-2020 | Hitnotering: 14-12-2019 t/m 23-05-2020 | Hitnotering: 14-12-2019 t/m 23-05-2020 | Hitnotering: 14-12-2019 t/m 23-05-2020 | Hitnotering: 14-12-2019 t/m 23-05-2020 |
| Week:                                  | 1                                      | 2                                      | 3                                      | 4                                      | 5                                      | 6                                      | 7                                      | 8                                      | 9                                      | 10                                     | 11                                     | 12                                     | 13                                     | 14                                     | 15                                     | 16                                     | 17                                     | 18                                     | 19                                     | 20                                     | 21                                     | 22                                     | 23                                     | 24                                     |                                        |
| -------------------------------------- | -------------------------------------- | -------------------------------------- | -------------------------------------- | -------------------------------------- | -------------------------------------- | -------------------------------------- | -------------------------------------- | -------------------------------------- | -------------------------------------- | -------------------------------------- | -------------------------------------- | -------------------------------------- | -------------------------------------- | -------------------------------------- | -------------------------------------- | -------------------------------------- | -------------------------------------- | -------------------------------------- | -------------------------------------- | -------------------------------------- | -------------------------------------- | -------------------------------------- | -------------------------------------- | -------------------------------------- | -------------------------------------- |
| Positie:                               | 40                                     | 19                                     | 18                                     | 18                                     | 17                                     | 16                                     | 15                                     | 18                                     | 20                                     | 22                                     | 22                                     | 28                                     | 27                                     | 18                                     | 13                                     | 11                                     | 13                                     | 18                                     | 19                                     | 20                                     | 28                                     | 30                                     | 35                                     | 38                                     | uit                                    |

### Nederlandse Single Top 100
| Hitnotering (week 1 t/m 25): 14-12-2019 t/m 30-05-2020 Hitnotering (week 26): 10-06-2023 | Hitnotering (week 1 t/m 25): 14-12-2019 t/m 30-05-2020 Hitnotering (week 26): 10-06-2023 | Hitnotering (week 1 t/m 25): 14-12-2019 t/m 30-05-2020 Hitnotering (week 26): 10-06-2023 | Hitnotering (week 1 t/m 25): 14-12-2019 t/m 30-05-2020 Hitnotering (week 26): 10-06-2023 | Hitnotering (week 1 t/m 25): 14-12-2019 t/m 30-05-2020 Hitnotering (week 26): 10-06-2023 | Hitnotering (week 1 t/m 25): 14-12-2019 t/m 30-05-2020 Hitnotering (week 26): 10-06-2023 | Hitnotering (week 1 t/m 25): 14-12-2019 t/m 30-05-2020 Hitnotering (week 26): 10-06-2023 | Hitnotering (week 1 t/m 25): 14-12-2019 t/m 30-05-2020 Hitnotering (week 26): 10-06-2023 | Hitnotering (week 1 t/m 25): 14-12-2019 t/m 30-05-2020 Hitnotering (week 26): 10-06-2023 | Hitnotering (week 1 t/m 25): 14-12-2019 t/m 30-05-2020 Hitnotering (week 26): 10-06-2023 | Hitnotering (week 1 t/m 25): 14-12-2019 t/m 30-05-2020 Hitnotering (week 26): 10-06-2023 | Hitnotering (week 1 t/m 25): 14-12-2019 t/m 30-05-2020 Hitnotering (week 26): 10-06-2023 | Hitnotering (week 1 t/m 25): 14-12-2019 t/m 30-05-2020 Hitnotering (week 26): 10-06-2023 | Hitnotering (week 1 t/m 25): 14-12-2019 t/m 30-05-2020 Hitnotering (week 26): 10-06-2023 | Hitnotering (week 1 t/m 25): 14-12-2019 t/m 30-05-2020 Hitnotering (week 26): 10-06-2023 |
| Week:                                                                                    | 1                                                                                        | 2                                                                                        | 3                                                                                        | 4                                                                                        | 5                                                                                        | 6                                                                                        | 7                                                                                        | 8                                                                                        | 9                                                                                        | 10                                                                                       | 11                                                                                       | 12                                                                                       | 13                                                                                       | 14                                                                                       |
| ---------------------------------------------------------------------------------------- | ---------------------------------------------------------------------------------------- | ---------------------------------------------------------------------------------------- | ---------------------------------------------------------------------------------------- | ---------------------------------------------------------------------------------------- | ---------------------------------------------------------------------------------------- | ---------------------------------------------------------------------------------------- | ---------------------------------------------------------------------------------------- | ---------------------------------------------------------------------------------------- | ---------------------------------------------------------------------------------------- | ---------------------------------------------------------------------------------------- | ---------------------------------------------------------------------------------------- | ---------------------------------------------------------------------------------------- | ---------------------------------------------------------------------------------------- | ---------------------------------------------------------------------------------------- |
| Positie:                                                                                 | 74                                                                                       | 30                                                                                       | 60                                                                                       | 31                                                                                       | 24                                                                                       | 30                                                                                       | 31                                                                                       | 35                                                                                       | 30                                                                                       | 30                                                                                       | 32                                                                                       | 31                                                                                       | 31                                                                                       | 30                                                                                       |
| Week:                                                                                    | 15                                                                                       | 16                                                                                       | 17                                                                                       | 18                                                                                       | 19                                                                                       | 20                                                                                       | 21                                                                                       | 22                                                                                       | 23                                                                                       | 24                                                                                       | 25                                                                                       |                                                                                          | 26                                                                                       |                                                                                          |
| Positie:                                                                                 | 29                                                                                       | 29                                                                                       | 31                                                                                       | 34                                                                                       | 39                                                                                       | 50                                                                                       | 55                                                                                       | 56                                                                                       | 57                                                                                       | 60                                                                                       | 82                                                                                       | uit                                                                                      | 64                                                                                       | uit                                                                                      |

### Vlaamse Ultratop 50
| Hitnotering: 21-12-2019 t/m 30-05-2020 | Hitnotering: 21-12-2019 t/m 30-05-2020 | Hitnotering: 21-12-2019 t/m 30-05-2020 | Hitnotering: 21-12-2019 t/m 30-05-2020 | Hitnotering: 21-12-2019 t/m 30-05-2020 | Hitnotering: 21-12-2019 t/m 30-05-2020 | Hitnotering: 21-12-2019 t/m 30-05-2020 | Hitnotering: 21-12-2019 t/m 30-05-2020 | Hitnotering: 21-12-2019 t/m 30-05-2020 | Hitnotering: 21-12-2019 t/m 30-05-2020 | Hitnotering: 21-12-2019 t/m 30-05-2020 | Hitnotering: 21-12-2019 t/m 30-05-2020 | Hitnotering: 21-12-2019 t/m 30-05-2020 | Hitnotering: 21-12-2019 t/m 30-05-2020 | Hitnotering: 21-12-2019 t/m 30-05-2020 | Hitnotering: 21-12-2019 t/m 30-05-2020 | Hitnotering: 21-12-2019 t/m 30-05-2020 | Hitnotering: 21-12-2019 t/m 30-05-2020 | Hitnotering: 21-12-2019 t/m 30-05-2020 | Hitnotering: 21-12-2019 t/m 30-05-2020 | Hitnotering: 21-12-2019 t/m 30-05-2020 | Hitnotering: 21-12-2019 t/m 30-05-2020 | Hitnotering: 21-12-2019 t/m 30-05-2020 | Hitnotering: 21-12-2019 t/m 30-05-2020 | Hitnotering: 21-12-2019 t/m 30-05-2020 | Hitnotering: 21-12-2019 t/m 30-05-2020 |
| Week:                                  | 1                                      | 2                                      | 3                                      | 4                                      | 5                                      | 6                                      | 7                                      | 8                                      | 9                                      | 10                                     | 11                                     | 12                                     | 13                                     | 14                                     | 15                                     | 16                                     | 17                                     | 18                                     | 19                                     | 20                                     | 21                                     | 22                                     | 23                                     | 24                                     |                                        |
| -------------------------------------- | -------------------------------------- | -------------------------------------- | -------------------------------------- | -------------------------------------- | -------------------------------------- | -------------------------------------- | -------------------------------------- | -------------------------------------- | -------------------------------------- | -------------------------------------- | -------------------------------------- | -------------------------------------- | -------------------------------------- | -------------------------------------- | -------------------------------------- | -------------------------------------- | -------------------------------------- | -------------------------------------- | -------------------------------------- | -------------------------------------- | -------------------------------------- | -------------------------------------- | -------------------------------------- | -------------------------------------- | -------------------------------------- |
| Positie:                               | 42                                     | 32                                     | 27                                     | 21                                     | 23                                     | 22                                     | 16                                     | 17                                     | 13                                     | 26                                     | 12                                     | 23                                     | 21                                     | 21                                     | 17                                     | 17                                     | 18                                     | 19                                     | 35                                     | 28                                     | 38                                     | 44                                     | 43                                     | 40                                     | uit                                    |

### NPO Radio 2 Top 2000
| Nummer met noteringen in de NPO Radio 2 Top 2000 | '20 | '21  | '22 | '23  | '24  |
| ------------------------------------------------ | --- | ---- | --- | ---- | ---- |
| Adore You                                        | 772 | 1198 | 857 | 1056 | 1322 |

1. ↑  Een vetgedrukt getal geeft de hoogste notering aan.
2. ↑  2020 was het eerste jaar met een notering voor dit nummer.

## Awards & nominaties
| Jaar | Organisatie              | Award                      | Resultaat   |
| ---- | ------------------------ | -------------------------- | ----------- |
| 2020 | MTV Video Music Award    | Best Direction             | Genomineerd |
| 2020 | MTV Video Music Award    | Best Art Direction         | Genomineerd |
| 2021 | Grammy Awards            | Beste muziekvideo          | Genomineerd |
| 2021 | Ivor Novello Awards      | Most Performed Work        | Gewonnen    |
| 2021 | BMI Pop Awards           | Most Performed of the Year | Gewonnen    |
| 2021 | iHeartRadio Music Awards | Best Lyrics                | Gewonnen    |